# Saint-Marin aux Jeux européens de 2015
Saint-Marin a été présent aux Jeux européens de 2015. Elle a été l'une des 50 nations.

## Médailles
| Sport                  | Discipline    | Athlète(s)                    | Performance | Date    |
| Médaille d'or : 0      |               |                               |             |         |
| Médaille d'argent : 1  |               |                               |             |         |
| Tir                    | Femmes - Trap | Arianna Perilli               |             | 17 juin |
| Médaille de bronze : 1 |               |                               |             |         |
| Tir                    | Mixte - Trap  | Arianna Perilli Manuel Manuel |             | 18 juin |